# Minute by Minute
Minute by Minute is het achtste muziekalbum van de Californische band The Doobie Brothers.
Het album verscheen in 1978 en werd opgenomen in de Warner Studios te North Hollywood. Van dit onverwacht succesvolle album verschenen drie singles: Dependin' on You, What a Fool Believes en de titeltrack Minute by Minute. De tweede single What a Fool Believes haalde de eerste plaats van de Billboard Hot 100 en dat zorgde er mede voor dat het album eenzelfde plek bereikte in de Billboard 200. Het album sleepte een aantal Grammy Awards binnen: plaat van het jaar, beste arrangement voor achtergrondzang en beste zangprestatie voor popbands. Het kon echter niet voorkomen dat basisleden Jeff "Skunk" Baxter en John Hartman vertrokken. De verkoopcijfers liepen al snel op tot 3 miljoen exemplaren. In Nederland viel Minute by Minute echter buiten de hitlijsten; What a Fool Believes zou er pas in 1986 de Top 40 halen.

## Musici
The Doobie Brothers:
- Patrick Simmons - gitaar, zang
- Jeff "Skunk" Baxter - gitaar, steelgitaar
- Michael McDonald - toetsinstrumenten, zang
- Tiran Porter - basgitaar, zang
- John Hartman - drums
- Keith Knudsen - drums, zang

Gastmuzikanten:
- Bobby LaKind - congas, zang
- Tom Johnston - zang op "Don't Stop to Watch the Wheels"
- Nicolette Larson - zang op "Sweet Feelin'" en "Dependin' on You"
- Rosemary Butler - zang op "Here to Love You" en "Dependin' on You"
- Norton Buffalo - mondharmonica
- Herb Pederson - banjo
- Byron Berline - viool
- Lester Abrams - elektrische piano op "How Do the Fools Survive"
- Bill Payne - synthesizer (met Michael McDonald) op "What a Fool Believes" en "Minute by Minute"
- Andrew Love - saxofoon
- Ben Cauley - trompet
- Ted Templeman - percussie

## Nummers
| Nr. | Titel                                                           | Duur |
| --- | --------------------------------------------------------------- | ---- |
| 1.  | Here to Love You (McDonald)                                     | 3:58 |
| 2.  | What a Fool Believes (McDonald, Kenny Loggins)                  | 3:41 |
| 3.  | Minute by Minute (McDonald)                                     | 3:26 |
| 4.  | Dependin’ on You (Simmons, McDonald)                            | 3:44 |
| 5.  | Don’t Stop Watching the Wheels (Simmons, Baxter, Michael Ebert) | 3:26 |
| 6.  | Open Your Eyes (McDonald, Abrams, Rev. Patrick Henderson)       | 3:18 |
| 7.  | Sweet Feelin’ (Simmons, Templeman)                              | 2:41 |
| 8.  | Steamer Lane Breakdown (Simmons)                                | 3:24 |
| 9.  | You Never Change (Simmons)                                      | 3:26 |
| 10. | How Do the Fools Survive? (McDonald, Carole Bayer Sager)        | 5:12 |